# 佩里縣 (肯塔基州)
佩里縣（英語：Perry County）是美國肯塔基州東南部的一個縣。面積1,254平方公里。根據美國2000年人口普查，共有人口29,390人。縣治哈澤德 (Hazard)。
成立於1820年11月2日。縣名紀念1812年戰爭英雄奧利弗·哈澤德·佩里。